# マスケティア・ルージュシリーズ
『マスケティア・ルージュシリーズ』は、角川ビーンズ文庫（角川書店）から刊行されている、志麻友紀著、さいとうちほ挿絵のライトノベル。

## 概要
ローゼンクロイツから遡ること100年前。男の子同然に育ったジュリアは、ある日突然告げられた結婚話に反発し村を飛び出し職を求めて王都に向かう。「自分の生きる道は自分で切り開く」そして彼女は女性であることを隠し、王妃の唯一の騎士として、陰謀と自らの運命に立ち向かっていく。
なお、本作の刊行前、『ローゼンクロイツシリーズ』の最終巻「2人のノワール」のあとがきで作者は、次の作品（本作）はデュマの『三銃士』をモチーフにしたものを考えている、と語っていた。

## あらすじ
深紅の銃士
ジュリアは男の子同然に育った少女。突然降りかかった結婚話に反発し、自由を求め憧れの銃士になるため、アンジェの都に向かう。そこで出会ったのは、三銃士と呼ばれる魅力的な男性たち。そこで彼女はアキテーヌの王妃をめぐる巨大な陰謀に巻き込まれていく。
白の王妃
王妃の過去の秘密に関わる“ある物”を取り戻す旅にでた、ジュリアと三銃士たち。だが反王妃派も同じものを狙っていた。
銀の聖騎士隊
ジュリアに内戦が続く旧オルテス公国領・サンテュギールへの出兵の命が下った。向かった先で出会ったのは、王妃と敵対する枢機卿に心酔する銀の聖騎士隊の美少年エミーリオ。そして一見軽薄そうな貴公子アレッシオに声をかけられる。
亡国の公女
国王の婚約者であったオルテスの公女が生きているとの噂が。真相を確かめるため、ユーグらと共にオルテスへ向かったジュリアは、そこでアレッシオと再会する。
金獅子の枢機卿
偽公女事件から2年後。国王の叔父オギュスタン公に代わって権力を握った美貌の枢機卿アルフォンソだったが、国民の熱狂的な支持を受ける彼を狙った暗殺未遂事件が発生。一方ジュリアは、成長していく自分に不安を感じながら、ユーグに対する特別な想いを自覚しはじめる。
公子の帝宮
自らの運命と向き合うため、ヴィストへ向かったジュリアは、アレッシオこと公子アレクに公女として披露されてしまう。求婚され、否応なくファーレン宮廷の権力闘争に巻き込まれていく。ユーグは、過去の自分に決着をつけるためにも、ジュリアを助けるためヴィストへ向かった。
虹色の宝石箱
王女ディアナは亡命先の領主の息子アルフォンソと恋に落ちるが…。王妃と枢機卿の悲しい恋の記憶『スミレの指輪』他、“三銃士”結成秘話、ジュリアとユーグを巻き込んだ恋のから騒ぎ「三つの恋の物語」など、隠された物語を収めたスペシャル短編集。
虚飾の婚礼
オルテス公女としてアキテーヌとの戦争を止めようとしたジュリアの活動は、アレッシオによって封じられてしまう。人質に取られたラスとヴィ、そしてオルテスの人々のため、ユーグのことを想いながらも、ジュリアはアレッシオとの結婚を承諾してしまう。一方、戦力では有利なアキテーヌでも、病床の国王と懐妊した王妃を狙い、不穏な動きが勃発していた。
永遠への凱旋
機卿アルフォンソとジュリアの和平交渉の最中に王都反乱の急報が入る。ジュリアは銃士として王妃達の救助に向かう。そして反乱は枢機卿によって鎮圧されるが、彼の胸には、ある計画が秘められていた。

## 登場人物

### 主要人物
ジュリア
声 - 小林沙苗
主人公。アキテーヌの王妃ディアナに仕える唯一の銃士であり、女性である素性を隠してジュリアンとして行動している。その剣の実力からユーグらと並び、四銃士と称される。
後に自身がオルテス大公の娘、公女レートリーヌであることを知り、アキテーヌとの戦乱に巻き込まれてゆく。アレッシオの策略にはまるが、三銃士とロザリアの協力で逃げ出し、旧オルテス領の戦士達に戦いをやめるよう説得した。
王妃の銃士として王都で起きた反乱を鎮圧後、ただのジュリアとしてユーグとともに生きるため、都を出た。以降行方は知れない。
ユーグ
声 - 子安武人
銃士隊の一員で、銀髪で端正な顔立ちをした美貌の剣士。他の二名と一緒に三銃士と呼ばれる（後にジュリアも含み四銃士と呼ばれる）。ジュリアンの正体を知っている。本名はユグノシアで、モンフォール侯爵を父に持つ。
リリアとクロードとは幼馴染だが、リリアを救えなかったことを悔やんでいる。
ジュリアを愛しており、彼女を望まぬ運命から救おうとする。
ディアナ
声 - 田中理恵
アキテーヌの王妃で、本来はディアーナという名前。オルテスの公妃とは縁戚関係にある。
ロンバルディアの田舎に亡命した王女であり、その地の領主の息子・アルフォンソと惹かれあうが、身分の違いから父に反対された。二人だけでこっそり結婚するも、オルテス公女が“死亡”したことにより、二人の仲は引き裂かれてしまう。彼からもらった指輪を大切にしている。
アルフォンソと密通してしまい彼の子を身ごもるが、自分の子ではないと知りながら彼女の罪を許し、その子供は時期国王だと断言し崩御したギュスターヴのために、子供を国王として育てることを決意。アルフォンソと決別する。
息子のギョーム二世は、ローゼンクロイツでのアキテーヌ王ルネの祖父にあたる。
アルフォンソ
声 - 小杉十郎太
枢機卿としてアキテーヌに来た、王妃反対派の国王の叔父・オギュスタン公の養子となる青年。幼い頃は黄金の若獅子と呼ばれており、聖職者とは思えないほど猛々しい。義父が死亡した後は、宰相として実権を握り、戦乱により国を成長させていく。
幼い頃愛し合ったディアーナに執着している。彼女の妊娠を知り、子供の父は自分だと確信。国王が崩御した後“オルテス公女”を使い彼女を自由にしようとするが、彼女の決意に従いアキテーヌを去った。
ロザリア
声 - 山口由里子
クロードと行動を共にする美女であり、アルフォンソの配下である。
オルテス公の侍従長の娘として育ち、真の名はリリア。ユグノシアとは事実上の許嫁だったが、戦乱に巻き込まれ修道院に送られかける。以後“オルテスの亡霊”に取り付かれており、ジュリアがオルテス公女だと知ってからは、アレッシオのもとに身を寄せ姫教育などで彼に協力する。
クロードの説得に心を動かされ、ジュリアの逃亡の手助けをし、彼と共に生きる道を選んだ。
クロード
声 - 櫻井孝宏
ロザリアの父に拾われ育った。幼い頃から彼女を愛していたが、身分の違いのためと自分の実父は彼女の父なのではないかとの疑いから、ずっと口に出せずにいた。彼女が修道院に送られそうになり、助けに行った際に左目を失う。以後は彼女と共におり、リリアの婚約者ながら彼女を救おうとしなかったユーグを許せずにいる。
アルフォンソ枢機卿の配下であり、王直属の銃士隊とは反発する立場にある。彼に協力し王妃排斥のための活動を行うも、銃士隊にいつも邪魔されている。
ジュリアの正体が判明して以降のリリアの行動に、彼女がオルテスの亡霊に惑わされているとの思いを強くする。ユーグの申し出を飲み、リリアを説得。囚われたリリアを助けた後、二人で生きて行くことを誓った。

### アキテーヌ関係者
リヴィエール
声 - 石田彰
ユーグと並び称される、三銃士の一人。愛称はヴィ。女性に間違われるほどの美貌だが、それを大変気にしている。喧嘩っ早い性格のため、美貌のことを出されるとすぐに決闘騒ぎを起こす。あだ名は「烈火のリヴィエール」。決闘では全勝しているが、ジュリアとの決闘の際にずるをしてしまったことを気にしている。
ジュリアが女性と知り恋心に気付くも、彼女のユーグに対する気持ちはバレバレなため失恋してしまう。
ラスタード
声 - 鈴村健一
三銃士の一人で、愛称ラス。気さくで一番の常識人な好青年だが、かなりの大食い。
ギュスターヴ
声 - 野島健児
アキテーヌの国王。わずか10歳でディアナと結婚し、恋心を抱いていた。しかし幼さと彼女の聡明さゆえに、自身の気持ちを素直にあらわすことが出来なかった。成長してからもそれは続き、愛人を次々と変えたり、不遇な扱いをしていた。彼女と真の意味では夫婦になっていない。
病に治れた後、ディアナの妊娠を知りその裏切りを知るが、死期を悟った彼は彼女に優しく接する。「彼女が選んだ男なら間違いはない」と、その子を自分の子“次期国王”として育てるように言い残し逝去した。
ガンナ
声 - 麦人
ジュリアの祖父。ジュリアの将来のことを案じ、彼女を強い意志を持ち自身の道を切り開ける人間に育てた。結婚話で彼女をわざと家から出て行かせる。クロードが来たとき、半ば自殺のように彼の剣に刺される。
デュトワ
声 - 立木文彦
銃士隊の隊長。ジュリアの正体を知っているが彼女を騎士として受け入れる。

## 既刊一覧

### 小説
- マスケティア・ルージュ 深紅の銃士 2005年2月1日、ISBN 4-04-445115-X
- マスケティア・ルージュ 白の王妃 2005年6月1日、ISBN 4-04-445116-8
- マスケティア・ルージュ 銀の聖騎士隊 2005年10月1日、ISBN 4-04-445118-4
- マスケティア・ルージュ 亡国の公女 2006年2月1日、ISBN 4-04-445119-2
- マスケティア・ルージュ 金獅子の枢機卿 2006年6月1日、ISBN 4-04-445120-6
- マスケティア・ルージュ 公子の帝宮 2006年11月1日、ISBN 4-04-445121-4
- マスケティア・ルージュ 虹色の宝石箱 2007年3月1日、ISBN 978-4-04-445122-6
- マスケティア・ルージュ 虚飾の婚礼 2007年8月1日、ISBN 978-4-04-445123-3
- マスケティア・ルージュ 永遠への凱旋 2007年11月1日、ISBN 978-4-04-445124-0

### 漫画
作画は神月凛。「ビーンズエース」（Vol.8 - 16）にて深紅の銃士と白の王妃が連載され、あすかコミックスDXより全2巻で発売。
- マスケティア・ルージュ 1 2008年6月26日、ISBN 978-4-04-854175-6
- マスケティア・ルージュ 2 2009年1月26日、ISBN 978-4-04-854280-7

## ドラマCD
フロンティアワークスより発売。
- マスケティア・ルージュ ドラマCD第1巻 深紅の銃士
- マスケティア・ルージュ ドラマCD第2巻 白の王妃